# Adam Ant
Stuart Leslie Goddard, conocido por su nombre artístico de Adam Ant (Marylebone, Londres, 3 de noviembre de 1954) es un cantante británico, conocido por su trabajo con la banda de punk rock Adam And The Ants entre 1977 y 1982. En los años ochenta se hizo conocido a lo largo del mundo con éxitos como "Goody Two Shoes", ya como solista.

## Biografía
Nació en 1954 en el seno de una familia humilde. Su padre tenía problemas con el alcohol y maltrataba a su madre; motivo por el cual ella decidió alejarse con su hijo Stuart.
En 1975, Stuart contrae matrimonio, estudiando al mismo tiempo en una escuela de arte. En 1976 forma parte de una banda llamada Bazooka Joe (no confundir otras bandas del mismo nombre).

### Adam & the Ants
Mientras estudiaba arte, Godard presenciaba la emergente moda y estilo de vida punk. Luego de la separación de Bazooka Joe, forma Adam & the Ants, con el cual comienza a tocar en muchos lugares así como grabar materiales previos a su álbum debut en 1979.

### Solista
En 1982 Adam Ant comenzó su carrera solista acompañado únicamente de Marco Pirroni. Su gran acierto fue ese año con el álbum "Friend or Foe", el cual incluía el sencillo "Goody Two Shoes" el cual lo colocó como número #1 en el Reino Unido y Australia, y #12 en los Estados Unidos. 
En 1983, Ant trabajó con Phil Collins y Richard James Burgess en el álbum "Strip". El sencillo "Puss 'N Boots" llegó al número #5 en el Reino Unido. En 1985, participó en el concierto Live Aid. Ese mismo año trabajó con el veterano productor Tony Visconti en su tercer álbum solista, "Vive Le Rock". El cual no logró los resultados esperados y Adam decide alejarse de la actividad musical y enfocar su carrera como actor.
En 1990, mientras aun mantenía su interés en la actuación, Adam retorna a Londres y a la música, con el álbum "Manners and Physique", en colaboración con André Cymone. La producción tuvo un moderado éxito, destacándose en Inglaterra y Estados Unidos el sencillo "Room at the Top".
En 1995, el realiza un nuevo álbum, "Wonderful". El sencillo del mismo nombre fue un gran éxito y fue el soporte para su gira en Estados Unidos.
Una nueva generación de artistas influenciados por la "Ant-Music" han hecho tributo a Adam interpretando versiones de sus éxitos durante los 90's, incluyendo a Elástica, Sugar Ray, Nine Inch Nails, Superchunk y Robbie Williams. 
En septiembre de 2006 publicó su autobiografía, Stand and Deliver. El libro recopila su carrera hasta la fecha, relaciones afectivas, como también los aspectos más personales aspectos de cómo el trastorno bipolar que se le diagnosticó ha afectado su vida.

## Discografía

### Con Adam and the Ants
- Dirk Wears White Sox (1979)
- Kings of the Wild Frontier (1980)
- Prince Charming (1981)

### Como solista
- Friend or Foe (1982)
- Strip (1983)
- Vive Le Rock (1985)
- Manners and Physique (1990)
- Wonderful (1995)
- Manners and Physique (relanzado) (2009)
- Adam Ant Is The Blueblack Hussar in Marrying The Gunner's Daughter (2012)
- Bravest of the Brave (2012)

### Sencillos
- "Goody Two Shoes / Red Scab". CBS (mayo de 1982) - UK #1
- "Friend Or Foe / Juanito The Bandito". CBS (septiembre de 1982) - UK #9
- "Goody Two Shoes / Crackpot History". Epic (octubre de 1982) - POP #12
- "Desperate But Not Serious / Why Do Girls Love Horses?". CBS (noviembre de 1982) - UK #33
- "Desperate But Not Serious / Place In The Country". Epic (febrero de 1983) - POP #66
- "Puss 'N' Boots / Kiss The Drummer". CBS (octubre de 1983) - UK #5
- "Strip / Yours, Yours, Yours". CBS (diciembre de 1983) - POP #42; UK #41
- "Apollo 9 / B Side Baby". CBS (septiembre de 1984) - UK #13
- "Vive Le Rock / Greta X". CBS (julio de 1985) - UK #50
- "Room At The Top / Bruce Lee". MCA (febrero de 1990) - POP #17; UK #13
- "Can't Set Rules About Love / How To Steal The World". MCA (abril de 1990) - UK #47
- "Bright Lights, Black Leather / Rough Stuff". MCA (junio de 1990)
- "Wonderful / Goes Around". EMI (enero de 1995) - POP #39; UK #32
- "Beautiful Dream / Let's Have A Fight" (retirado). EMI (marzo de 1995)
- "Gotta Be A Sin / Dog Eat Dog (en vivo)". EMI (mayo de 1995) - UK #48
- "Cool Zombie / Gun In Your Pocket". Blueblack Hussar (octubre de 2012) - UK #154
- "Bravest of the Brave" (2014)